# Les Rues-des-Vignes
Les Rues-des-Vignes (lɛ ʁy.dɛ.viɲⓘ) es una población y comuna francesa, en la región de Norte-Paso de Calais, departamento de Norte, en el distrito de Cambrai y cantón de Marcoing.

## Demografía
| 631 | 635 | 706 | 713 | 720 | 661 |
| Para los censos de 1962 a 1999 la población legal corresponde a la población sin duplicidades (Fuente: INSEE [Consultar]) |     |     |     |     |     |